# Сандоваль-Бальестерос, Ирма
Ирма Сандоваль-Бальестерос (исп. Irma Sandoval-Ballesteros; род. 1972) — мексиканская учёная-политолог, министр с 2018 года.
Является директором Центра по исследованию коррупции при Национальном автономном университете Мексики и членом Мексиканской национальной системы исследователей, научной сотрудницей Центра Латинской Америки и латиноамериканских исследований Американского университета в Вашингтоне, сотрудницей американского Национального фонда за демократию.
Получила учёную степень доктора философии в области политических наук в Калифорнийском университете в Санта-Крус в 2006 году. Автор ряда научных трудов, в том числе посвящённых неолиберальной экономике и последствиям её внедрения в Мексике, а также коррупции и транспарентности.
Была назначена министром государственного управления президентом Андресом Мануэлем Лопесом Обрадором.